# 温湯城
温湯城（ぬくゆじょう）は、石見国邑智郡（島根県邑智郡川本町）にあった日本の城。石見小笠原氏の居城。

## 概要
温湯城は、江の川の支流である会下川と矢谷川に挟まれた山（標高約219メートル）に築かれた山城。
山頂に2段で構成された主郭（いわゆる本丸）があり、その周辺から東に向かう尾根が二の丸に相当する曲輪となる。二の丸は、東端の高所に櫓台を設け、本丸までの間を連続した堀切で遮断している。
本丸から北西方向に向かう尾根に3番目と4番目の曲輪があり、主郭側を「バセンバ」、離れた方を「テラヤシキ」と呼ぶ。また、テラヤシキよりもさらに北西に降って会下川に近い山麓が「クラヤシキ」と呼ばれており、平時の居館などがあったと推定される。
温湯城の北東約1.5キロメートルに出城の赤城（せきじょう）がある。ただし、先に築城されたのは赤城であり、小笠原氏の本拠が温湯城に移った後に出城として使われたと考えられる。

## 歴史
温湯城の築城及び赤城からの移転時期は定かではない。小笠原長氏が当主だった正平9年（1354年）に既にあった（『日本城郭大系第14巻』）とも、次代の小笠原長義が応永元年（1394年）に石見守護（大内義弘）の許可を得てから築いた（『石見町誌』）とも言われている。
小笠原長雄の時に、毛利氏と尼子氏の石見銀山争奪戦の中で毛利元就により攻撃を受け、永禄元年 （1558年）又は翌2年（1559年）に陥落した。

### 温湯城の戦い
永禄元年2月に毛利軍（吉川元春）が迫ったため、長雄は尼子軍と共に別当城（邑南町）に陣を構えて迎え撃つが温湯城に退却（出羽の戦い）。しかし、毛利軍は湯温城を落とせなかった。
そこで同年または翌年の5月下旬に、毛利元就・毛利隆元・小早川隆景らも合流した1万2000の軍勢で侵攻。周辺の日和城や赤城も攻め落とされ、6月には温湯城を囲まれた。この時元就は、温湯城のすぐ東側に陣城である会下山城（えげやまじょう）を作っている。
7月には尼子晴久は援軍として出陣するが、豪雨の影響による増水で江の川を渡河できなかった。そのため、隆景の説得を受け入れた8月に開城。長雄は死を免れて甘南備寺（江津市）に移された。

## 交通アクセス
- 西日本旅客鉄道（JR西日本）三江線石見川本駅から徒歩20分だったが、三江線が廃止されたため、川本観光案内所から徒歩20分となる。